# Dendropaemon batrachites
Dendropaemon batrachites là một loài bọ cánh cứng trong họ Bọ hung (Scarabaeidae).